# Unité urbaine de Saint-Joachim - Saint-Malo-de-Guersac
L'unité urbaine de Saint-Joachim - Saint-Malo-de-Guersac est une ancienne unité urbaine française centrée sur la ville de Saint-Joachim, département de Loire-Atlantique.

## Données globales
En 2010, selon l'Insee, l'unité urbaine de Saint-Joachim - Saint-Malo-de-Guersac est composée de deux communes, toutes situées dans l'arrondissement de Saint-Nazaire, subdivision administrative du département de Loire-Atlantique.
L'unité urbaine de Saint-Joachim - Saint-Malo-de-Guersac appartient à l'aire urbaine de Saint-Nazaire.

## Délimitation de l'unité urbaine de 2020
L’unité urbaine de Saint-Joachim - Saint-Malo-de-Guersac disparaît en 2020 du découpage en unités urbaines, ses communes sont désormais intégrées dans l'unité urbaine de Saint-Nazaire.

## Délimitation de l'unité urbaine de 2010
En 2010, l'Insee a procédé à une révision des délimitations des unités urbaines de la France ; celle de Saint-Joachim est composée de deux communes.
Liste des communes appartenant à l'unité urbaine de Saint-Joachim - Saint-Malo-de-Guersac selon la délimitation de 2010  (liste établie par ordre alphabétique) :
| Nom                   | Code Insee | Statut | Superficie (km2) | Population (dernière pop. légale) | Densité (hab./km2) |
| --------------------- | ---------- | ------ | ---------------- | --------------------------------- | ------------------ |
| Saint-Joachim         | 44168      |        | 86,22            | 4 125 (2022)                      | 48                 |
| Saint-Malo-de-Guersac | 44176      |        | 14,62            | 3 221 (2022)                      | 220                |

## Évolution démographique
L'évolution démographique ci-dessous concerne l'unité urbaine selon le périmètre défini en 2010.
| 1968  | 1975  | 1982  | 1990  | 1999  | 2006  | 2011  | 2016  |
| ----- | ----- | ----- | ----- | ----- | ----- | ----- | ----- |
| 6 399 | 6 622 | 7 539 | 7 288 | 6 898 | 7 027 | 7 221 | 7 158 |